# Gorzanów
Gorzanów és un poble del municipi de Bystrzyca Kłodzka a Baixa Silèsia. El 2006 tenia 921 habitants.
Fins al 1945 pertanyia a Alemanya es coneixia com a Grafenort. Després de la Segona Guerra Mundial, el poble —com la major par de Silèsia— va ser atorgat a Polònia. La població alemanya va ser expulsada i reemplaçada per polonesos expulsats de la Polònia Oriental, annexionada per la Unió soviètica. Durant l'antic règim era una possessió del comte d'Herberstein. El darrere comte que va habitar el castell de Grafenort, Joan Jeroni d'Herberstein va estimular les arts i un teatre privat famós.
Grafenort va esdevenir el 1815 un municipi de la província prussiana de Silèsia. El 1945 va ser cedit a Polònia. Molts dels monuments històrics van patir molt sota el règim comunista i es troben en mal estat.